# Songs the Night Sings
Songs the Night Sings é o segundo álbum de estúdio da banda finlandesa de metal The Dark Element. Foi lançado em 8 de novembro de 2019 com a Frontiers Records.

## Lista de faixas
| N.º            | Título                       | Duração |  |
| 1.             | "Not Your Monster"           | 6:24    |  |
| 2.             | "Songs the Night Sings"      | 5:10    |  |
| 3.             | "When It All Comes Down"     | 5:59    |  |
| 4.             | "Silence Between the Words"  | 4:35    |  |
| 5.             | "Pills on My Pillow"         | 4:31    |  |
| 6.             | "To Whatever End"            | 5:16    |  |
| 7.             | "The Pallbearer Walks Alone" | 5:40    |  |
| 8.             | "Get Out of My Head"         | 4:44    |  |
| 9.             | "If I Had a Heart"           | 4:47    |  |
| 10.            | "You Will Learn"             | 5:56    |  |
| 11.            | "I Have to Go"               | 3:02    |  |
| Duração total: | Duração total:               | 56:04   |  |

## Recepção

### Recepção crítica
| Críticas profissionais | Críticas profissionais |
| Avaliações da crítica  | Avaliações da crítica  |
| Fonte                  | Avaliação              |
| ---------------------- | ---------------------- |
| Blabbermouth.net       | 7.5/10                 |

### Posições nas paradas
| Parada (2019)                             | Maior colocação |
| ----------------------------------------- | --------------- |
| Finlândia (Suomen virallinen lista)       | 31              |
| Escócia (Official Scottish Albums)        | 99              |
| Suíça (Schweizer Hitparade)               | 79              |
| Reino Unido (UK Independent Albums Chart) | 22              |
| Reino Unido (UK Rock & Metal Albums)      | 4               |